# Компанеец, Виктор Павлович
Ви́ктор Па́влович Компане́ец (род. 21 марта 1937, Сталино) — советский легкоатлет, специалист по метанию диска. Выступал за сборную СССР по лёгкой атлетике в 1950-х и 1960-х годах, чемпион Всемирных университетских игр, серебряный призёр Спартакиады народов СССР, многократный призёр первенств всесоюзного значения, участник двух летних Олимпийских игр. Мастер спорта СССР (1957).

## Биография
Родился 21 марта 1937 года в городе Сталино Украинской ССР.
Занимался лёгкой атлетикой в Киеве, состоял в добровольном спортивном обществе «Буревестник», позже представлял Вооружённые Силы.
Впервые заявил о себе на всесоюзном уровне в сезоне 1956 года, когда в метании диска выиграл серебряную медаль на чемпионате страны в рамках Первой летней Спартакиады народов СССР 1956 в Москве — с результатом 52,43 уступил только москвичу Отто Григалке.
В 1957 году вошёл в состав советской сборной и выступил на Всемирных университетских играх в Париже. Метнул диск на 53,38 метра — тем самым превзошёл всех своих соперников и завоевал золотую награду.
В 1960 году, пропустив вперёд литовца Альгимантаса Балтушникаса, стал серебряным призёром на чемпионате СССР в Москве (54,92). Благодаря череде удачных выступлений удостоился права защищать честь страны на летних Олимпийских играх в Риме — в финале показал результат 55,06 метра, расположившись в итоговом протоколе соревнований на шестой строке.
В 1962 году вновь получил серебро на чемпионате СССР в Москве (55,38), на этот раз его обошёл ленинградец Владимир Трусенёв. На чемпионате Европы в Белграде с результатом 54,74 был пятым.
В 1964 году добавил в послужной список ещё одну серебряную награду всесоюзного чемпионата — с результатом 56,77 стал вторым на соревнованиях в Киеве, снова пропустив вперёд Трусенёва. На турнире в Софии установил свой личный рекорд — 58,77 метра. Принимал участие в Олимпийских играх в Токио — по итогам предварительного квалификационного этапа был четвёртым (57,40), но в финале метнул диск на 51,96 метра и занял итоговое 12-е место.